# تان شياو
تان شياو (بالصينية: 檀啸) هو لاعب الغو ‏ صيني، ولد في 10 مارس 1993 في الصين.